# ISO 3166-2:RW
Pour un article plus général, voir ISO 3166-2.

Rwanda

ISO 3166-2:RW est le code des subdivisions administratives du Rwanda dans la codification ISO 3166-2.

## Mises à jour
Classées par ordre antichronologique :
- 2016-11-15 : Modification de la catégorie de subdivision remplacer mairie par ville; modification de l'orthographe du nom de catégorie en kin
- 2015-11-27 : Modification de l'orthographe de RW-01, RW-02, RW-03, RW-04 and RW-05; ajout du nom de catégorie en kin; mise à jour de la Liste Source

## Ville (1) et provinces (4)
Les noms de subdivisions sont listés tel que présenté dans la norme ISO 3166-2 sur la plateforme de consultation en ligne (OBP), publiée par le comité ISO/TC 46 et la Maintenance Agency (ISO 3166/MA).
Cliquer sur les petits triangles à droite des titres de colonne pour trier le tableau suivant le paramètre correspondant.
| Code  | Nom de subdivision (en) | Nom de subdivision (fr) | Nom de subdivision (rw) | Type de subdivision |
| ----- | ----------------------- | ----------------------- | ----------------------- | ------------------- |
| RW-01 | City of Kigali          | Ville de Kigali         | Umujyi wa Kigali        | Ville               |
| RW-02 | Eastern                 | Est                     | Iburasirazuba           | Province            |
| RW-03 | Northern                | Nord                    | Amajyaruguru            | Province            |
| RW-04 | Western                 | Ouest                   | Iburengerazuba          | Province            |
| RW-05 | Southern                | Sud                     | Amajyepfo               | Province            |

## Source
- Plateforme de consultation en ligne (OBP) > Rwanda (RW) Norme: ISO 3166 — Codes pour la représentation des noms de pays et de leurs subdivisions